# Élections législatives barbadiennes de 1976
Les élections législatives barbadiennes de 1976 se déroulent le 2 septembre 1976 à la Barbade afin de renouveler les 27 membres de l'Assemblée. Le scrutin donne lieu à une alternance avec la victoire du Parti travailliste (BLP) sur le Parti travailliste démocrate au pouvoir. Le BLP remporte ainsi 17 sièges sur 24, soit 11 de plus qu'aux élections précédentes. Tom Adams remplace Errol Barrow au poste de Premier ministre de la Barbade.

## Système politique et mode de scrutin
La Barbade est une monarchie parlementaire et l'un des seize royaumes du Commonwealth : c'est un État indépendant qui reconnaît comme chef d'État symbolique la reine Élisabeth II en tant que reine de la Barbade. Cette dernière est représentée sur place par un gouverneur général. Le pouvoir exécutif est exercé par le Premier ministre, chef du gouvernement, choisi par le parlement.
L'Assemblée est la chambre basse du parlement bicaméral de la Barbade. Elle est composée de 24 députés élus au scrutin majoritaire uninominal à un tour dans autant de circonscriptions uninominales,.

## Résultats
|                           |                              |                           |         |       |       |        |               |  |  |
| Partis                    | Partis                       | Partis                    | Voix    | %     | +/-   | Sièges | +/-           |  |  |
|                           | Parti travailliste           | BLP                       | 51 948  | 52,69 | 10,29 | 17     | 11            |  |  |
|                           | Parti travailliste démocrate | DLP                       | 45 786  | 46,44 | 10,98 | 7      | 11            |  |  |
|                           | Alliance politique du peuple | PPP                       | 572     | 0,58  | Nv.   | 0      | Nv.           |  |  |
|                           | Indépendants                 | Ind                       | 291     | 0,30  | 0,11  | 0      | en stagnation |  |  |
|                           |                              |                           |         |       |       |        |               |  |  |
| Suffrages exprimés        | Suffrages exprimés           | Suffrages exprimés        | 98 597  | 99,13 |       |        |               |  |  |
| Votes blancs et invalides | Votes blancs et invalides    | Votes blancs et invalides | 866     | 0,87  |       |        |               |  |  |
| Total                     | Total                        | Total                     | 99 463  | 100   | –     | 24     | en stagnation |  |  |
| Abstentions               | Abstentions                  | Abstentions               | 34 778  | 25,91 |       |        |               |  |  |
| Inscrits / participation  | Inscrits / participation     | Inscrits / participation  | 134 241 | 74,09 |       |        |               |  |  |